# Autoroute A12 (Italie)
Pour les articles homonymes, voir A12.
L'autoroute italienne A12, dite Azzurra (bleue), devait initialement relier Rome à Gênes le long des littoraux ligure et tyrrhénien.
Seuls ont été réalisés les tronçons Gênes-Livourne, récemment prolongés jusqu'à Rosignano Marittimo, et Rome-Civitavecchia.
Le tronçon manquant Civitavecchia-Rosignano est actuellement reporté sur la SS1 (Via Aurelia), quasi intégralement mise à 2 × 2 voies.

## Tronçon Gênes-Livourne

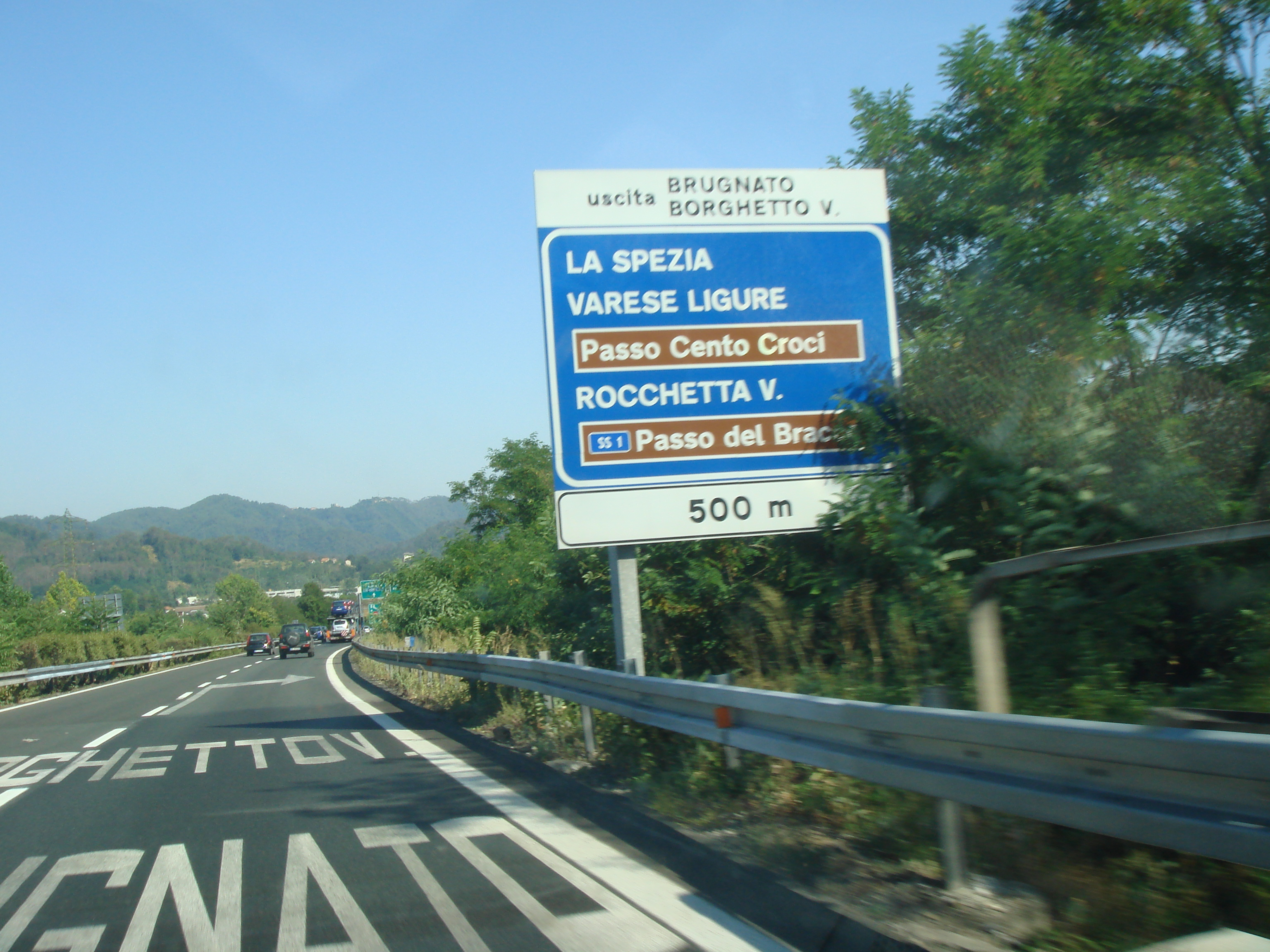
Autoroute A12 au niveau de Brugnato.

La A12 prend son origine sur l'A7 au nord de Gênes, dont elle contourne l'agglomération par une série de tunnels et de viaducs, peu après le pont Morandi. L'ouvrage le plus imposant du tracé est le viaduc sur le Sori, d'une hauteur de 105 m, talonné par son « frère cadet », le viaduc de Nervi.
Elle longe à faible distance la côte en desservant Recco, Rapallo, Chiavari, Lavagna et Sestri Levante.
Elle s'éloigne ensuite de la mer par le Val di Vara et la rejoint à nouveau à hauteur de La Spezia, où elle croise l'A15.
Elle entre ensuite en Toscane, et dessert, entre côte et Apennins, les agglomérations de Carrare, Massa et Viareggio.
Après les deux échangeurs du raccordement A11/A12 vers Lucques et de l'A11, elle passe à Pise et Livourne pour se terminer à hauteur de Rosignano Marittimo.

## Tronçon Rome-Civitavecchia
Elle s'embranche sur l'A91 Rome-Fiumicino et longe l'aéroport international Léonard de Vinci jusqu'à hauteur de Fregene puis suit la direction nord-nord-ouest pour rejoindre Civitavecchia en desservant Cerveteri-Ladispoli et Santa Marinella. Un nouveau tronçon d'autoroute est ouvert depuis le 22 mars 2016 entre Civitavecchia et Tarquinia. Au nord de Tarquinia, l'autoroute rejoint la Via Aurélia. 